# Strada statale 264 del Basso Volturno
La ex strada statale 264 del Basso Volturno (SS 264), ora strada provinciale 333 ex SS 264 del Basso Volturno (SP 333), è una strada provinciale italiana della Campania che risale il tratto finale del fiume Volturno.

## Percorso
Il suo tracciato origina (con il nome di via Nuova) alle porte di Castel Volturno, incrociando dopo poco meno di 1 km lo svincolo della strada statale 7 quater Via Domitiana. La strada prosegue in direzione nord-est in modo rettilineo fino a Grazzanise. Devia quindi verso est attraversando Santa Maria la Fossa e giunge infine a Capua.
Qui, nel centro abitato, si innesta sulla strada statale 7 Via Appia e percorrendone a ritroso un breve tratto, supera il fiume Volturno e se ne distacca in località Molinella. Nel risalire il percorso del fiume, prosegue verso est, giungendo a Piana di Monte Verna dove la strada si innesta sul vecchio tracciato della strada statale 87 Sannitica.
In seguito al decreto legislativo n. 112 del 1998, dal 17 ottobre 2001 la gestione è passata dall'ANAS alla Regione Campania, che in data 22 ottobre 2001 ha ulteriormente devoluto le competenze alla Provincia di Caserta.